# Havet kring Ven
Havet kring Ven este o arie protejată (sit de importanță comunitară — SCI) din Suedia întinsă pe o suprafață de 2.109,5 ha, integral pe uscat.

## Localizare
Centrul sitului Havet kring Ven este situat la coordonatele 55°54′19″N 12°42′11″E / 55.9053°N 12.7031°E.

## Înființare
Situl Havet kring Ven a fost declarat sit de importanță comunitară în decembrie 2016 pentru a proteja 2 specii de animale.

## Biodiversitate
Situată în ecoregiunile continentală și marină Atlantică, aria protejată conține 2 habitate naturale: Recifuri, Bancuri de nisip acoperite în permanență slab de apă marină.
La baza desemnării sitului se află mai multe specii protejate de  mamifere (2): Halichoerus grypus, marsuin (Phocoena phocoena).